# The End of the Game
The End of the Game —en español, El final del juego— es el álbum debut del vocalista y guitarrista británico de blues rock Peter Green, publicado en 1970 por Reprise Records, cuya grabación se llevó a cabo solo un mes después de su salida de Fleetwood Mac. Tras su lanzamiento recibió reseñas negativas de parte de la prensa especializada, quienes en su mayoría criticaron la escasa estructura musical y lo alejado del sonido clásico del guitarrista.
Para su grabación convocó al bajista Alex Dmochowski, conocido como "Erroneous", bajista de Frank Zappa en los álbumes Waka/Jawaka (Hot Rats) y The Grand Wazoo, y Zoot Money, pianista inglés de la agrupación Big Roll Band.

## Lista de canciones
1. "Bottoms Up" - 9:05
2. "Timeless Time" - 2:37
3. "Descending Scale" - 8:17
4. "Burnt Foot" - 5:16
5. "Hidden Depth" - 4:54
6. "The End Of The Game" - 5:08

- Todas las pistas compuestas por Peter Green

## Personal
- Peter Green - guitarra
- Zoot Money - piano
- Nick Buck - teclados
- Alex Dmochowski - bajo
- Godfrey Maclean - batería, percusión

## Producción
- Producción de Peter Green
- Ingeniero de sonido - Martin Birch
- Diseño de portada - Afracadabra
- Fotografía - Keystone